# Sinophorus juniperinus
Sinophorus juniperinus là một loài tò vò trong họ Ichneumonidae.